# 1888
| [ Edytuj tabelę ]              | |
| Król Polski (tytularny)        | - 1881 Aleksander III Romanow 1894                                                                                                 |
| Emir Afganistanu               | - 1880 Abdur Rahman Chan 1901 |
| Współksiążęta Andory           | - 1879 Salvador Casañas i Pagès 1901 - 1887 Marie François Sadi Carnot 1894                                                        |
| Prezydent Argentyny            | - 1886 Miguel Juarez Celman 1890                                                                                                   |
| Cesarz Austrii                 | - 1848 Franciszek Józef I 1916 |
| Król Bawarii                   | - 1886 Otto 1913 |
| Król Belgów                    | - 1865 Leopold II 1909 |
| Premier Belgii                 | - 1884 Auguste Beernaert 1894 |
| Prezydent Boliwii              | - 1884 Gregorio Pacheco 1888 - 1888 Aniceto Arce 1892                                                                              |
| Cesarz Brazylii                | - 1831 Pedro II 1889 |
| Sułtan Brunei                  | - 1885 Hashim Jalilul Alam Aqamaddin 1906                                                                                          |
| Car Bułgarii                   | - 1887 Ferdynand I Koburg 1918 |
| Premier Bułgarii               | - 1887 Stefan Stambołow 1894 |
| Prezydent Chile                | - 1886 José Manuel Balmaceda Fernández 1891                                                                                        |
| Cesarz Chin                    | - 1875 Guangxu 1908 |
| Premier Czarnogóry             | - 1879 Božo Petrović-Njegoš 1905                                                                                                   |
| Król Czech                     | - 1848 Franciszek Józef I 1916 |
| Król Danii                     | - 1863 Chrystian IX 1906 |
| Premier Danii                  | - 1875 Jacob Brønnum Scavenius Estrup 1894                                                                                         |
| Dalajlama                      | - 1876 Thubten Gjaco 1933 |
| Prezydent Dominikany           | - 1887 Ulises Heureaux 1889 |
| Władca Egiptu                  | - 1879 Taufik Pasza 1892 |
| Premier Egiptu                 | - 1884 Nubar Pasza 1888 - 1888 Rijad Pasza 1891                                                                                    |
| Prezydent Ekwadoru             | - 1883 José Plácido Caamaño 1888 - 1888 Pedro José Cavallos 1888 - 1888 Antonio Flores Jijón 1892                                  |
| Cesarz Etiopii                 | - 1871 Jan IV Kassa 1889 |
| Prezydent Francji              | - 1887 Marie François Sadi Carnot 1894                                                                                             |
| Premier Francji                | - 1887 Pierre Tirard 1888 - 1888 Charles Floquet 1889                                                                              |
| Król Grecji                    | - 1863 Jerzy I 1913 |
| Prezydent Gwatemali            | - 1885 Manuel Lisandro Barillas Bercián 1892                                                                                       |
| Prezydent Haiti                | - 1879 Lysius Salomon 1888 - 1888 Pierre Théoma Boisrond-Canal (p.o.) 1888 - 1888 François Denys Légitime 1889                     |
| Król Hawajów                   | - 1874 Kalākaua 1891 |
| Król Hiszpanii                 | - 1886 Alfons XIII 1931 |
| Premier Hiszpanii              | - 1885 Práxedes Mateo Sagasta 1890                                                                                                 |
| Król Holandii                  | - 1849 Wilhelm III 1890 |
| Premier Holandii               | - 1883 Jan Heemskerk 1888 - 1888 Aneas Mackay 1891                                                                                 |
| Prezydent Hondurasu            | - 1883 Luis Bográn Barahona 1891                                                                                                   |
| Szach Iranu                    | - 1848 Naser ad-Din Szah 1896 |
| Król Irlandii                  | - 1837 Wiktoria Hanowerska 1901 |
| Cesarz Japonii                 | - 1867 Mutsuhito 1912 |
| Premier Japonii                | - 1885 Hirobumi Itō 1888 - 1888 Kiyotaka Kuroda 1889                                                                               |
| Kalif                          | - 1876 Abdülhamid II 1909 |
| Premier Kanady                 | - 1878 John Macdonald 1891 |
| Emir Kataru                    | - 1878 Kasim ibn Muhammad Al Sani 1913                                                                                             |
| Prezydent Kolumbii             | - 1887 gen. Rafael Núñez 1888 - 1888 Carlos Holguín 1892                                                                           |
| Patriarcha Konstantynopola     | - 1887 Dionizy V 1891 |
| Władca Korei                   | - 1863 Kojong 1907 |
| Prezydent Kostaryki            | - 1885 Bernardo Soto Alfaro 1890                                                                                                   |
| Emir Kuwejtu                   | - 1866 Abd Allah II 1892 |
| Prezydent Liberii              | - 1884 Hilary Johnson 1892 |
| Książę Liechtensteinu          | - 1858 Jan II Dobry 1929 |
| Wielki książę Luksemburga      | - 1849 Wilhelm III 1890 |
| Premier Luksemburga            | - 1885 Édouard Thilges 1888 - 1888 Paul Eyschen 1915                                                                               |
| Sułtan Maroka                  | - 1873 Hassan I 1894 |
| Prezydent Meksyku              | - 1884 Porfirio Díaz 1911 |
| Książę Monako                  | - 1856 Karol III 1889 |
| Król Nepalu                    | - 1881 Prithvi 1911 |
| Premier Nepalu                 | - 1885 Bir Shumsher Jang Bahadur Rana 1901                                                                                         |
| Cesarz Niemiec                 | - 1871 Wilhelm I Hohenzollern 1888 - 1888 Fryderyk III Hohenzollern 1888 - 1888 Wilhelm II Hohenzollern 1918                       |
| Kanclerz Niemiec               | - 1871 Otto von Bismarck 1890 |
| Prezydent Nikaragui            | - 1887 Evaristo Carazo 1889 |
| Król Norwegii                  | - 1872 Oskar II 1905 |
| Premier Nowej Zelandii         | - 1887 Harry Atkinson 1891 |
| Sułtan Omanu                   | - 1870 Turki ibn Sa’id 1888 - 1888 Fajsal ibn Turki 1913                                                                           |
| Papież                         | - 1878 Leon XIII 1903 |
| Prezydent Paragwaju            | - 1886 Patricio Escobar 1890 |
| Prezydent Peru                 | - 1886 Andrés Avelino Cáceres 1890                                                                                                 |
| Król Portugalii                | - 1861 Ludwik 1889 |
| Król Prus                      | - 1861 Wilhelm I 1888 - 1888 Fryderyk III 1888 - 1888 Wilhelm II 1918                                                              |
| Car Rosji                      | - 1881 Aleksander III 1894 |
| Król Rumunii                   | - 1881 Karol I 1914 |
| Premier Rumunii                | - 1881 Ion Brătianu 1888 - 1888 Theodor Rosetti 1889                                                                               |
| Król Saksonii                  | - 1873 Albert I Wettyn 1902 |
| Prezydent Salwadoru            | - 1885 Francisco Menéndez Valdivieso 1890                                                                                          |
| Kapitanowie Regenci San Marino | - 1887 Pietro Filippi Federico Martelli 1888 - 1888 Settimio Belluzzi Marino Marcucci 1888 - 1888 Federico Gozi Antonio Righi 1889 |
| Król Serbii                    | - 1882 Milan Obrenowić 1889 |
| Prezydent Szwajcarii           | - 1888 Wilhelm Friedrich Hertenstein 1888 - 1888 Bernhard Hammer 1889                                                              |
| Król Szwecji                   | - 1872 Oskar II 1907 |
| Premier Szwecji                | - 1884 Robert Themptander 1888 - 1888 Gillis Bildt 1889                                                                            |
| Król Tajlandii                 | - 1868 Chulalongkorn 1910 |
| Król Tonga                     | - 1875 Jerzy Tupou I 1893 |
| Premier Tonga                  | - 1881 Shirley Waldemar Baker 1890                                                                                                 |
| Sułtan Turków                  | - 1876 Abdülhamid II 1909 |
| Prezydent Urugwaju             | - 1886 Máximo Tajes 1890 |
| Prezydent USA                  | - 1885 Grover Cleveland 1889 |
| Prezydent Wenezueli            | - 1887 Hermógenes López 1888 - 1888 Juan Pablo Rojas Paúl 1890                                                                     |
| Król Węgier                    | - 1848 Franciszek Józef I 1916 |
| Premier Węgier                 | - 1875 Kálmán Tisza 1890 |
| Monarcha Wielkiej Brytanii     | - 1837 Wiktoria 1901 |
| Premier Wielkiej Brytanii      | - 1886 Robert Gascoyne-Cecil 1892                                                                                                  |
| Król Włoch                     | - 1878 Humbert I 1900 |

Rok 1888 / MDCCCLXXXVIII
stulecia: XVIII wiek ~
XIX wiek ~
XX wiek

dziesięciolecia:
1850–1859 •
1860–1869 •
1870–1879 •
1880–1889
• 1890–1899
• 1900–1909
• 1910–1919

lata: 1878 «
1883 «
1884 «
1885 «
1886 «
1887 «
1888
» 1889
» 1890
» 1891
» 1892
» 1893
» 1898

## Wydarzenia w Polsce
- 25 marca – Zygmunt Wróblewski uległ wypadkowi w swoim laboratorium. W wyniku oparzeń zmarł 16 kwietnia.
- 30 marca – spłonęła niemal doszczętnie zabudowa miasteczka Skole koło Lwowa.
- 18 maja – w Bydgoszczy wyjechał na trasę pierwszy tramwaj konny.
- 1 czerwca – uruchomiono Kolej Miast Morawsko-Śląskich na odcinku Cieszyn–Bielsko
- 2 czerwca – porzucając życie świeckie, przyszły arcybiskup lwowski obrządku greckokatolickiego Andrzej Szeptycki wstąpił do nowicjatu u dobromilskich bazylianów.
- 15 lipca – z inicjatywy Władysława Żeleńskiego powstała Akademia Muzyczna w Krakowie.
- 25 sierpnia – Albert Chmielowski założył Zgromadzenie Albertynów w Krakowie.
- 1 października – uruchomiono linie kolejowe: pomiędzy Jarocinem a Kąkolewem oraz Leszno-Ostrów Wielkopolski[1].
- 25 października – w Tarnowie założono pierwsze w Polsce muzeum diecezjalne.

## Wydarzenia na świecie
- 3 stycznia – w Obserwatorium Licka na Mount Hamilton koło San Jose w Kalifornii uruchomiono refraktor o średnicy soczewki 91 cm (36 cali), największy wówczas teleskop na świecie.
- 4 stycznia – w Japonii ustanowiono Order Skarbu Korony.
- 7 stycznia – amerykański astronom James Edward Keeler jako pierwszy zaobserwował jedną z przerw pomiędzy pierścieniami Saturna i nazwał ją Przerwą Enckego na cześć innego badacza Saturna, Johanna Franza Enckego.
- 12 stycznia – burza śnieżna nawiedziła amerykańskie stany Minnesota, Nebraska, Dakota Południowa i Dakota Północna, zabijając ok. 500 osób.
- 27 stycznia – w Waszyngtonie założono National Geographic Society, jedną z największych światowych organizacji naukowo-edukacyjnych typu non-profit, wydawcę magazynu „National Geographic”.
- 6 lutego – Gillis Bildt został premierem Szwecji.
- 5 marca – Węgier Sámuel Teleki jako pierwszy Europejczyk dotarł do Jeziora Rudolfa w Afryce.
- 9 marca – po śmierci Wilhelma I cesarzem Niemiec i królem Prus został jego syn Fryderyk III.
- 11-14 marca – północno-wschodnie Stany Zjednoczone zostały zaatakowane przez jedną z największych śnieżyc w historii, która spowodowała śmierć ponad 400 osób.
- 17 marca – Brytyjczycy ustanowili protektorat Sarawak na Borneo.
- 26 marca – Khalifa ibn-Said został sułtanem Zanzibaru.
- 28 marca – Kuba Rozpruwacz ciężko zranił nożem Adę Wilson.
- 1 kwietnia – założono holenderski klub piłkarski Sparta Rotterdam.
- 3 kwietnia:
  - Charles Floquet został premierem Francji.
  - Kuba Rozpruwacz zaatakował i zranił Emmę Elizabeth Smith, która zmarła po dwóch dniach.
- 13 kwietnia – Theodor Rosetti został premierem Rumunii.
- 16 kwietnia – Niemcy anektowały wyspę Nauru na Pacyfiku.
- 17 kwietnia – austriacki astronom Johann Palisa odkrył planetoidę (276) Adelheid.
- 20 kwietnia:
  - Æneas Mackay został premierem Holandii.
  - w wyniku najtragiczniejszego w historii gradobicia w indyjskim mieście Moradabad zginęło 246 osób.
- 30 kwietnia – Kiyotaka Kuroda został premierem Japonii.
- 1 maja – w Sofii otwarto ogród zoologiczny.
- 5 maja – papież Leon XIII ogłosił encyklikę In Plurimis o niewolnictwie.
- 12 maja – Wielka Brytania ustanowiła protektorat nad Północnym Borneo.
- 13 maja – w Brazylii zniesiono niewolnictwo.
- 16 maja – Emil Berliner zaprezentował skonstruowany przez siebie gramofon.
- 26 maja – w Jerozolimie została założona żydowska organizacja B’nai B’rith Israel.
- 28 maja – w Glasgow rozegrano pierwszy w historii derbowy mecz Celtic F.C.-Rangers F.C. (5:2).
- 6 czerwca – Wielka Brytania anektowała Wyspę Bożego Narodzenia na Oceanie Indyjskim.
- 11 czerwca – założono Klub Czeskich Turystów.
- 15 czerwca – Wilhelm II Hohenzollern został cesarzem Niemiec i królem Prus (Rok Trzech Cesarzy).
- 23 czerwca – w Lille we Francji wykonano po raz pierwszy Międzynarodówkę.
- 2 lipca – w Londynie rozpoczął się strajk pracownic fabryki zapałek.
- 24 lipca – John Boyd Dunlop, szkocki wynalazca, zgłosił do opatentowania oponę.
- 5 sierpnia – Bertha Benz wybrała się w podróż automobilem skonstruowanym przez jej męża.
- 7 sierpnia – w Londynie została zamordowana Martha Tabram, niekiedy uznawana za ofiarę Kuby Rozpruwacza.
- 31 sierpnia – została zamordowana Mary Ann Nichols, uważana jest powszechnie za pierwszą ofiarę jednego z najbardziej znanych seryjnych morderców – Kuby Rozpruwacza.
- 4 września:
  - George Eastman otrzymał patent na aparat fotograficzny i zarejestrował znak towarowy Kodak.
  - Papua została anektowana przez Wielką Brytanię.
- 8 września:
  - w Anglii rozegrano pierwszych sześć meczów ligi piłkarskiej.
  - w Londynie znaleziono ciało Annie Chapman, jednej z ofiar Kuby Rozpruwacza.
- 9 września – Wyspa Wielkanocna została anektowana przez Chile.
- 19 września – Spa: pierwszy na świecie konkurs piękności.
- 30 września – Kuba Rozpruwacz jednego dnia zamordował dwie prostytutki: Catherine Eddowes i Elizabeth Stride.
- 1 października – na wyspę Nauru przybyli pierwsi osadnicy niemieccy.
- 9 października – Waszyngton: odsłonięto pomnik Waszyngtona.
- 14 października – nakręcono najstarszy zachowany film świata, Roundhay Garden Scene.
- 21 października – powstała Socjaldemokratyczna Partia Szwajcarii.
- 29 października – Konstantynopol: 9 państw europejskich podpisało konwencję gwarantującą swobodę korzystania z Kanału Sueskiego.
- 30 października – Amerykanin John Loud opatentował wieczne pióro.
- 9 listopada – z ręki Kuby Rozpruwacza zginęła Mary Jane Kelly, jego ostatnia znana ofiara.
- 14 listopada – Paryż: rozpoczął działalność Instytut Pasteura.
- 28 listopada – w Czechach otwarto pierwszy odcinek Kolei Izerskiej.
- 23 grudnia – Vincent van Gogh odciął sobie brzytwą kawałek lewego ucha.

- Wayl odkrył alaninę.
- Karl Benz zbudował samochód ze skrzynią biegów.
- Irlandczyk John Boyd Dunlop wynalazł niezależnie oponę pneumatyczną dętkową do roweru (Robert William Thomson wynalazł oponę pneumatyczną dętkową w 1845, patent francuski w 1846, patent w USA w 1847).
- Norweski polarnik, Fridtjof Nansen, w 39 dni przemierzył na nartach Grenlandię (z Umivik do Godthåb).

## Urodzili się
- 6 stycznia - Anna Braude-Hellerowa, polska lekarz pediatra, działaczka społeczna (zm. 1943)
- 8 stycznia - Jerzy Lilpop, polski paleobotanik, wykładowca akademicki (zm. 1945)
- 13 stycznia - Halina Starska, polska aktorka, reżyserka teatralna (zm. 1957)
- 17 stycznia – Henryk Pfefer, polski działacz niepodległościowy (zm. ?)
- 18 stycznia - Wincenty Spaltenstein, polski prawnik, polityk, prezydent Chorzowa, prezydent Gliwic (zm. 1958)
- 20 stycznia:
  - Willibald Wiers-Keiser, niemiecki polityk, prezydent Gdańska (zm. 1944)
  - Leadbelly, amerykański muzyk folkowy i bluesowy (zm. 1949)
- 22 stycznia – Stefan Miler, legionista, pedagog, założyciel ogrodu zoologicznego w Zamościu (zm. 1962)
- 24 stycznia – Anna María Aranda Riera, hiszpańska działaczka Akcji Katolickiej, męczennica, błogosławiona katolicka (zm. 1936)
- 27 stycznia – Encarnación Gil Valls, hiszpańska działaczka Akcji Katolickiej, męczennica, błogosławiona katolicka (zm. 1936)
- 1 lutego:
  - Franciszek Kleeberg, polski generał (zm. 1941)
  - Gertruda Caton-Thompson, angielska archeolog (zm. 1985)
- 2 lutego - Helena Sikorska, polska działaczka społeczna (zm. 1972)
- 4 lutego – Kazimierz Ziembiński, polski oficer, kawaler Virtuti Militari (zm. 1940)
- 5 lutego – Wincenty Ballester Far, hiszpański duchowny katolicki, męczennik, błogosławiony (zm. 1936)
- 6 lutego - Romuald Gutt, polski architekt (zm. 1974)
- 13 lutego – Bronisław Kawałkowski, polski oficer, kawaler Orderu Virtuti Militari (zm. 1940)
- 14 lutego – Gyula Hefty, węgierski taternik, narciarz, działacz turystyczny i profesor szkoły handlowej w Kieżmarku (zm. 1957)
- 20 lutego - Helena Gajewska, polska profesor histologii (zm. 1972)
- 24 lutego:
  - Aleksander Grzybkowski, polski polityk, poseł na Sejm RP (zm. 1940)
  - Helena Rozwadowska, polska aktorka (zm. 1968)
  - Franciszek Szymański, polski polityk, poseł na Sejm Ustawodawczy (zm. 1924)
- 25 lutego – John Foster Dulles, amerykański polityk, senator ze stanu Nowy Jork (zm. 1959)
- 1 marca – Eliot Stannard, brytyjski scenarzysta i reżyser filmowy (zm. 1944)
- 3 marca – Kazimierz Fabrycy, polski generał (zm. 1958)
- 12 marca – Wiktor Gzowski, major piechoty Wojska Polskiego (zm. 1940)
- 13 marca:
  - Antoni Makarenko, radziecki pedagog i pisarz (zm. 1939)
  - Paul Morand, francuski pisarz (zm. 1976)
- 17 marca:
  - Karol Hukan, polski rzeźbiarz (zm. 1958)
  - Paul Ramadier, francuski polityk, premier Francji (zm. 1961)
- 20 marca – Cyryl Bertram, hiszpański lasalianin, męczennik, święty katolicki (zm. 1934)
- 21 marca – Bolesław Bujalski, polski geolog, specjalista w zakresie kartografii geologicznej (zm. 1945)
- 26 marca – Edmond Moussié, francuski żeglarz, olimpijczyk (zm. 1933)
- 30 marca - Anna Q. Nilsson, szwedzka aktorka (zm. 1974)
- 5 kwietnia - Anna Kościałkowska, działaczka niepodległościowa, malarka, pedagog (zm. 1964)
- 9 kwietnia:
  - Joseph Ferche, niemiecki duchowny katolicki, biskup pomocniczy wrocławski (zm. 1965)
  - Juliusz Ulrych, polski polityk, minister komunikacji (zm. 1959)
- 14 kwietnia – Rasmus Birkeland, norweski żeglarz, medalista olimpijski (zm. 1972)
- 15 kwietnia - Anna Maria Klechniowska, polska kompozytorka, pianistka i pedagog (zm. 1973)
- 17 kwietnia – Józef Retinger, polski literaturoznawca, pisarz i polityk, wolnomularz (zm. 1960)
- 20 kwietnia – Wiktoria Valverde González, hiszpańska zakonnica, męczennica, błogosławiona katolicka (zm. 1937)
- 27 kwietnia - Mikołaj Godlewski, polski prawnik, prezydent Łodzi (zm. 1946)
- 30 kwietnia – Antonio Sant’Elia, włoski architekt (zm. 1916)
- 3 maja:
  - Władysław Belina-Prażmowski, pułkownik kawalerii Wojska Polskiego, urzędnik samorządowy II Rzeczypospolitej, prezydent Krakowa (zm. 1938)
  - Józef María Robles Hurtado, meksykański duchowny katolicki, męczennik, święty (zm. 1927)
- 4 maja – Witold Kapciuk, kapitan artylerii Wojska Polskiego (zm. 1940)
- 10 maja:
  - Symforian Ducki, polski franciszkanin, męczennik, błogosławiony katolicki (zm. 1942)
  - Max Steiner, amerykański kompozytor (zm. 1971)
- 11 maja – Irving Berlin, amerykański kompozytor (zm. 1989)
- 13 maja - Stefan Michałek, polski adwokat, działacz społeczno-polityczny, prezydent Torunia (zm. 1955)
- 14 maja – Thomas J. Sullivan, członek Ciała Kierowniczego Świadków Jehowy (zm. 1974)
- 18 maja – Hanna Barysiewicz, białoruska superstulatka (zm. 2007)
- 27 maja – Louis Durey, francuski kompozytor (zm. 1979)
- 28 maja:
  - Kaarel Eenpalu, estoński prawnik, polityk, starszy państwa (zm. 1942)
  - Jim Thorpe, amerykański lekkoatleta pochodzenia indiańskiego (zm. 1953)
- 1 czerwca - Helena ze Szlezwika-Holsztynu-Sonderburga-Glücksburga, niemiecka arystokratka, księżniczka (zm. 1962)
- 3 czerwca – Władysław Stoma, polski aktor, reżyser (zm. 1968)
- 8 czerwca – Poul Schierbeck, duński kompozytor (zm. 1949)
- 11 czerwca – Wacław Szczeblewski, polski malarz, pedagog (zm. 1965)
- 17 czerwca – Heinz Guderian, niemiecki generał i teoretyk broni pancernej (zm. 1954)
- 24 czerwca – Józef Sala Picó, hiszpański duchowny katolicki, męczennik, błogosławiony (zm. 1936)
- 26 czerwca – Jan Glatzel, polski chirurg (zm. 1954)
- 10 lipca:
  - Hazel Hempel Abel, amerykańska polityk, senator ze stanu Nebraska (zm. 1966)
  - Henryk Kaczorowski, polski duchowny katolicki, męczennik, błogosławiony (zm. 1942)
  - Blanche Shoemaker Wagstaff, poetka amerykańska (zm. 1967)
- 11 lipca - Anna Zawadzka, polska malarka (zm. 1983)
- 12 lipca – Zygmunt Janiszewski, polski matematyk (zm. 1920)
- 13 lipca:
  - Frédéric Bruynseels, belgijski żeglarz, medalista olimpijski (zm. 1959)
  - Józef Anaklet González Flores, meksykański męczennik, błogosławiony katolicki (zm. 1927)
- 16 lipca – Frits Zernike, holenderski fizyk, laureat Nagrody Nobla w 1953 (zm. 1966)
- 17 lipca:
  - (lub 8 sierpnia 1887) Samuel Agnon, izraelski pisarz, laureat Nagrody Nobla (zm. 1970)
  - Paweł Piotr Gojdič, słowacki bazylianin, biskup tytularny eparchii preszowskiej Kościoła katolickiego obrządku bizantyjsko-słowackiego, męczennik, błogosławiony katolicki, Sprawiedliwy wśród Narodów Świata (zm. 1960)
- 20 lipca – Emil Zegadłowicz, polski poeta, powieściopisarz, dramaturg (zm. 1941)
- 22 lipca – Selman Waksman, amerykański biochemik (zm. 1973)
- 23 lipca:
  - Raymond Chandler, amerykański pisarz (zm. 1959)
  - Ludwik Waszkiewicz, archiwista, historyk dziejów Łodzi i okręgu łódzkiego (zm. 1976)
- 29 lipca – Jan Koj, polski polityk i działacz społeczny (zm. 1948)
- 1 sierpnia - Aline Murray Kilmer, amerykańska pisarka (zm. 1941)
- 3 sierpnia - Bolesław Grudzieński, polski duchowny katolicki (zm. 1952)
- 8 sierpnia – Thorsten Grönfors, szwedzki tenisista i żeglarz (zm. 1968)
- 11 sierpnia – Michał Gómez Loza, meksykański adwokat, męczennik, błogosławiony katolicki (zm. 1928)
- 16 sierpnia – Thomas Edward Lawrence, brytyjski archeolog, podróżnik, wojskowy, pisarz i dyplomata (zm. 1935)
- 19 sierpnia – Stanisław Trzebunia, polski oficer, kawaler Orderu Virtuti Militari (zm. 1960)
- 20 sierpnia – Feliks Chociszewski, polski oficer, strażak, kawaler Orderu Virtuti Militari (zm. ?)
- 1 września – Olga Drahonowska-Małkowska, twórczyni polskiego skautingu (zm. 1979)
- 2 września - Helena Wiewiórska, polska adwokat (zm. 1967)
- 12 września – Maurice Chevalier, francuski piosenkarz i aktor (zm. 1972)
- 16 września – Frans Sillanpää, fiński pisarz, laureat Nagrody Nobla (zm. 1964)
- 17 września:
  - Maryn Blanes Giner, hiszpański działacz Akcji Katolickiej, męczennik, błogosławiony katolicki (zm. 1936)
  - Allan Franck, fiński żeglarz, medalista olimpijski (zm. 1963)
  - Nikołaj Wojewodski, rosyjski wojskowy, major RAF, konstruktor lotniczy, emigrant (zm. 1975)
- 20 września:
  - Antonio Allocchio, włoski szpadzista (zm. 1956)
  - Rikarôur Jónsson, islandzki rzeźbiarz (zm. 1977)
  - John Painter, amerykański weteran wojenny, superstulatek (zm. 2001)
  - Samijło Pidhirski, ukraiński prawnik, adwokat, polityk, członek Ukraińskiej Centralnej Rady, poseł na Sejm RP (zm. 1944)
- 26 września – Thomas Stearns Eliot, angielski poeta, dramaturg i eseista amerykańskiego pochodzenia (zm. 1965)
- 28 września - Seweryn Czerwiński, polski polityk, samorządowiec, komisaryczny prezydent Lublina (zm. po 1933)
- 29 września - Helena Brodowska, polska działaczka komunistyczna (zm. 1937)
- 5 października – Tadeusz Skarga-Gaertig, major kawalerii Wojska Polskiego, kawaler Virtuti Militari (zm. 1935)
- 6 października:
  - Maria Bertilla Boscardin, włoska zakonnica, święta (zm. 1922)
  - Roland Garros, francuski pilot myśliwski (zm. 1918)
  - Joachim Vilanova Camallonga, hiszpański duchowny katolicki, męczennik, błogosławiony (zm. 1936)
- 10 października - Wiktor Palmow, ukraińsko-rosyjski malarz futurystyczny (zm. 1929)
- 11 października – Cliff Manahan, kanadyjski curler (zm. ?)
- 12 października - Anna Leetsmann, estońska działaczka bolszewicka (zm. 1942)
- 14 października - Katherine Mansfield, brytyjska pisarka (zm. 1923)
- 15 października – Leif Erichsen, norweski żeglarz, medalista olimpijski (zm. 1924)
- 18 października - Edward Lipiński, polski ekonomista, działacz społeczny (zm. 1986)
- 19 października – Stanisław Rzecki, rzeźbiarz, malarz, grafik i scenograf (zm. 1972)
- 20 października:
  - Inajatullah Chan, król Afganistanu (zm. 1946)
  - Sadayoshi Tanabe, japoński superstulatek (zm. 2000)
- 21 października - Helena Szafran, polska botanik (zm. 1969)
- 26 października – Nestor Machno (ukr. Нестор Іванович Махно), ataman Rewolucyjno Powstańczej Armii Ukrainy (machnowców) (zm. 1934)
- 31 października – Andrzej Małkowski, jeden z twórców polskiego skautingu, instruktor i teoretyk harcerstwa (zm. 1919)
- 1 listopada – Michał Sopoćko, polski duchowny katolicki, spowiednik św. Faustyny Kowalskiej, założyciel faustynek, błogosławiony katolicki (zm. 1975)
- 7 listopada:
  - Juliusz Kalinowski, polski aktor (zm. 1983)
  - Chandrasekhara Venkata Raman, fizyk indyjski (zm. 1970)
- 12 listopada – Steen Herschend, duński żeglarz, medalista olimpijski (zm. 1976)
- 17 listopada:
  - Daniel Carroll, australijski i amerykański rugbysta (zm. 1956)
  - Sebastian Englert, niemiecki kapucyn, misjonarz, badacz kultury i języka Mapuchów i rdzennych mieszkańców Wyspy Wielkanocnej (zm. 1969)
- 18 listopada - Wanda Jerominówna, polska taterniczka (zm. 1944)
- 20 listopada – Adam Ferens, polski nauczyciel, krajoznawca, taternik, działacz Polskiego Towarzystwa Tatrzańskiego (PTT) (zm. 1975)
- 23 listopada – Harpo Marx, amerykański komik (zm. 1964)
- 14 grudnia – Maria Stella (Adela Mardosewicz), polska nazaretanka, męczennica, błogosławiona katolicka (zm. 1943)
- 16 grudnia - Agnieszka Pilchowa, polska jasnowidzka, bioenergoterapeutka i zielarka (zm. 1944)
- 18 grudnia – Karol Olbracht Austriacki, arcyksiążę austriacki, właściciel dóbr żywieckich, pułkownik Wojska Polskiego (zm. 1951)
- 19 grudnia – Fritz Reiner, amerykański dyrygent (zm. 1963)
- 25 grudnia – Erich Laeisz, niemiecki żeglarz, olimpijczyk (zm. 1958)
- 27 grudnia – Tito Schipa, włoski tenor (zm. 1965)
- 30 grudnia – Eugeniusz Kwiatkowski, polski polityk i działacz gospodarczy (zm. 1974)
- 31 grudnia - Walenty Dymek, polski duchowny katolicki, arcybiskup poznański (zm. 1956)

- data dzienna nieznana: 
  - Marianna Biernacka, polska męczennica, błogosławiona katolicka (zm. 1943)
  - Awraham Rakanti, izraelski polityk (zm. 1980)

## Święta ruchome
- Tłusty czwartek: 9 lutego
- Ostatki: 14 lutego
- Popielec: 15 lutego
- Niedziela Palmowa: 25 marca
- Pamiątka śmierci Jezusa Chrystusa: 25 marca
- Wielki Czwartek: 29 marca
- Wielki Piątek: 30 marca
- Wielka Sobota: 31 marca
- Wielkanoc: 1 kwietnia
- Poniedziałek Wielkanocny: 2 kwietnia
- Wniebowstąpienie Pańskie: 10 maja
- Zesłanie Ducha Świętego: 20 maja
- Boże Ciało: 31 maja